# Castes en Inde

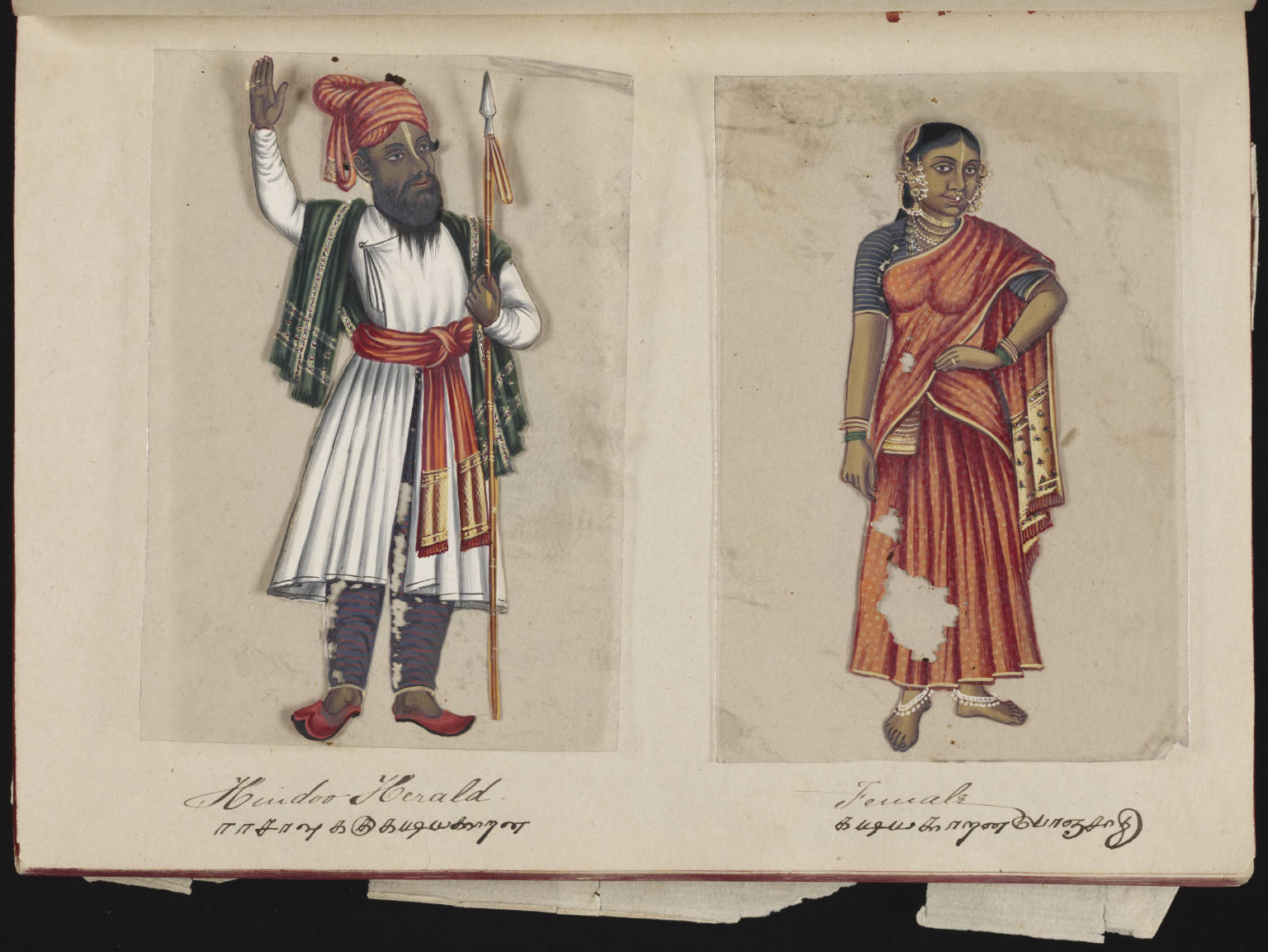
Page du manuscrit Soixante-douze spécimens de castes en Inde (1837).

Les castes sont des divisions des sociétés du sous-continent indien en groupes héréditaires, endogames et hiérarchisés.
Le terme d'origine occidentale « caste », du portugais « casta » (race, pur), peut désigner deux concepts différents mais liés : les varnas et les jatis, qui sont des subdivisions des varnas. Les castes trouvent leur origine dans l'hindouisme mais touchent toute la société indienne. Certains auteurs considèrent que la colonisation britannique de l'Inde a joué un rôle majeur dans la rigidité du système des castes.
L'article 15 de la Constitution de l'Inde interdit les discriminations fondées sur les castes ; néanmoins, celles-ci continuent de jouer un rôle majeur dans la société contemporaine. Certaines catégories (Dalits, Adivasis, Other Backward Classes) bénéficient d'une politique de quotas dans la représentation politique, la fonction publique et l'éducation.

## Cadre historique

### Période védique
Au cours de la période védique, et introduisant en cela une modification essentielle par rapport aux sociétés dravidiennes antérieures, les colonisateurs aryens constituent une société de classes. Ils vont se distinguer des populations indigènes qu'ils soumettent et considèrent comme inférieures. Ainsi naît la formulation d'une théorie des classes sociales : la théorie des Varna (le mot varna signifiant « couleur » en sanskrit, puis « rang »). La société est répartie en quatre classes :
- les Brahmanes, prêtres et enseignants ;
- en dessous des Brahmanes, les Kshatriyas, guerriers et rois ;
- en dessous des Kshatriyas, il y a les Vaishyas, marchands ;
- enfin les Sudra ou Shudras, agriculteurs, artisans et gens de service[2].

Les Varnas constituent une première figuration du système des castes.
Il faut cependant séparer le varna, qui est une structure symbolique avec la réalité sociologique.

### Débuts de l'hindouisme
Néanmoins, ce nouveau système social est encore loin de s'imposer dans l'ensemble du monde indien et produit tous ses effets exclusivement dans la plaine gangique, le centre et le sud de l'Inde y échappant totalement. De surcroît, la naissance du bouddhisme et le début de son développement condamnent tout système de caste. Aux environs de l'ère chrétienne, les Lois de Manu, traité didactique rédigé par des brahmanes, loin d'être un reflet de la société de l'époque, ne représentent que l'opinion de certains milieux brahmaniques sur la façon dont une société idéale doit être ordonnée. Elles deviendront néanmoins un texte fondamental de la société brahmanique et seront largement diffusées dans une grande partie de l'Inde. C'est l'idéologie des lois de Manu qui met au premier plan la « pureté » du sang ce qui entraîne pour chaque communauté sociale la pratique de l'endogamie.

### Période classique et début du Moyen Âge
Il est difficile de préciser la chronologie de ce changement profond de société. Les régions du Sud qui ont conservé des langues dravidiennes sont restées attachées aux anciennes formes sociétales au moins jusqu'au VIIe siècle. Ce n'est que dans la suite du grand mouvement religieux qui voit l'affirmation des cultes de Shiva et de Vishnou que l'établissement de cette société hiérarchique devient effectif pour l'ensemble de l'Inde mis en évidence par le grand conflit social du XIIe siècle.

### Empires britannique et français
À partir du XIXe siècle, le gouvernement colonial britannique adopte une série de lois qui s'appliquent aux Indiens en fonction de leur religion et de leur identification à la caste,,. Ces lois de l'ère coloniale utilisent le terme « tribus », qui inclut les castes dans leur champ d'application. Le droit colonial français à Pondichéry commence aussi à légiférer sur les castes.
Le gouvernement colonial britannique promulgue, par exemple, le Criminal Tribes Act de 1871. Selon cette loi, tous les membres de certaines castes naissent avec des tendances criminelles . Les castes soupçonnées de se rebeller contre l'autorité coloniale et de rechercher l'autonomie de l'Inde, telles que les familles Kallars et les Maravars auparavant régnantes dans le sud de l'Inde, et les castes « déloyales » dans le nord de l'Inde, telles que les Ahirs, les Gurjars et les Jats, ont été qualifiées de « prédatrices et barbares » et ajoutées à la liste des « castes criminelles »,. Certaines castes sont ciblées au moyen du Criminal Tribes Act même lorsque leurs membres n'ont commis aucune violence, parce que leurs ancêtres sont connus pour s'être rebellés contre les autorités mogholes ou britanniques,, ou parce qu'elles perturbent les autorités coloniales dans la perception des impôts.
Tous les membres enregistrés dans les castes criminelles par le recensement des castes sont limités dans leurs déplacements. Dans certaines régions de l'Inde coloniale, des enfants sont séparés de leurs parents, détenus dans des colonies pénitentiaires ou mis en quarantaine sans condamnation ni procédure régulière. La notion de criminels héréditaires est conforme aux stéréotypes des orientalistes et aux théories raciales dominantes à l'époque coloniale. Son application a pour conséquences le profilage, la division et l'isolement de nombreuses communautés d'hindous en tant que criminelles de naissance,,.

## Fondements

### Castes dans l'hindouisme
Selon François Gautier : « Dans l'Inde ancienne, les castes représentaient un système qui distribuait les fonctions au sein de la société, comme ce fut le cas des corps de métier dans l'Europe du Moyen Âge. Mais le principe sur lequel était basée cette distribution est particulier à l'Inde. » Pour Guy Deleury, « l'élément essentiel — et sans doute unique du modèle social hindou — est de poser en principe absolu la reconnaissance par l'ensemble de la société de l'identité culturelle de chacune des communautés qui la composent ».
L'indianiste et musicologue Alain Daniélou, dans son ouvrage Approche de l'hindouisme, définit le système des castes en Inde comme un « socialisme corporatif dans une société sans compétition ».

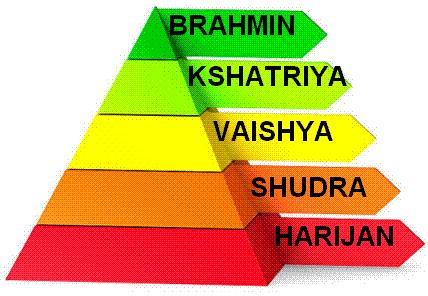
La pyramide de la hiérarchisation des castes en Inde. Les Dalits (Harijan) étant hors castes, ils ne font techniquement pas partie de la pyramide.

Dans les textes classiques hindous, les personnes et leur rôle dans la société sont décrits au travers de leur varna (वर्ण (varṇa), « couleur, classe ») :

« Au plus haut, les Brahmanes ou prêtres, au-dessous d’eux les Kshatriyas ou guerriers, puis les Vaishyas, dans l’usage moderne surtout des marchands, enfin les Shudras, des serviteurs ou gens de peu. […] Il faudrait ajouter comme cinquième catégorie les Intouchables, qui sont laissés en dehors. »

Selon Louis Dumont, les trois premières castes apparaissent dans les premiers livres du Rig-Véda mais les Shudra seulement dans un hymne tardif ; ils pourraient être des aborigènes intégrés dans la société sous forme de servitude.
Selon Robert Deliège, « la caste existe depuis des milliers d'années, la littérature en langue sanskrite en fournit la preuve irréfutable ». Le Rig-Véda (X, 90, 12) explique que l'homme primordial (Purusha) donne naissance aux quatre varnas : « Le brahmane fut sa bouche ; le royal (rājanya, équivalent de kṣatriya) a été fait de ses bras ; ce qui est ses cuisses, c'est le vaiśya ; de ses pieds le śūdra est né ». Plus tard, les textes du Dharmashastra donnent la même origine mythique des varnas ; les Lois de Manu (I, 88-91) définissent leurs rôles dans la société.
Ces varnas s’apparentent aux fonctions tripartites indo-européennes décrites par Georges Dumézil : fonction sacerdotale pour les Brahmanes, guerrière pour les Kshatriyas, et productive pour les Vaishyas et Shudras. Mais à ces varnas, qui existent de manière universelle dans toute l’Inde, se surimposent les jatis (जाति (jāti), « naissance »), qui correspondent au système des castes qui peuvent être observées sur le terrain. De manière générale, les Indiens, à l’exception notable des Brahmanes, font assez peu référence aux varnas mais plutôt aux jatis. Ainsi, lorsque l’on fait référence à une caste, c’est généralement d’une jati qu’il est question.
Les caractéristiques généralement admises du système des castes sont :
- la spécialisation héréditaire : une caste est associée à un métier. Il y a des castes de blanchisseurs, de forgerons, de tanneurs, de barbiers, etc. Toutefois, l'adéquation entre caste et métier n'est pas totale, notamment avec l'apparition des professions modernes ;
- l'endogamie : les personnes d'une caste se marient avec des personnes de cette même caste. Cette règle est majoritairement respectée dans l'Inde moderne et les mariages inter-castes restent rares, au point que des associations comme Love Commandos se donnent pour mission de les protéger[27]. Les enfants issus d'un mariage au sein d'une caste appartiennent également à cette caste et le restent toute leur vie : une caste est donc un « groupe fermé ». Au-delà de l'endogamie, les castes tentent également de maintenir une distance sociale vis-à-vis des autres castes (refus des repas en commun notamment) ;
- la hiérarchie : les différentes castes forment des groupes dépendants les uns des autres et hiérarchisés entre eux. Les êtres humains sont fondamentalement inégaux et chacun doit accomplir au sein de la société la tâche qui convient à son rang. Cette hiérarchie s'exprime par un certain niveau relatif de pureté de la caste : les hindous sont sensibles à l’impureté de certains évènements (décès, naissance, etc.) ou activités (le travail de la peau par exemple). Le degré d’impureté d’une occupation professionnelle se reflète sur la pureté relative de la caste qui la pratique. Ainsi, par exemple, la caste chargée d’évacuer et d’équarrir les bêtes mortes est considérée comme très impure, à tel point qu’un hindou d’une caste supérieure ne pourrait toucher ou boire la même eau qu’un de ses membres : c’est l’origine de l’intouchabilité[28] ;
- l'exhaustivité : en principe, tout hindou appartient à une caste.

### Castes chez les non-Hindous

#### Musulmans
Dans Homo hierarchicus, Louis Dumont explique notamment que les musulmans — bien que par définition exclus du système des castes — jouissent, y compris ceux qui sont situés au bas de l’échelle sociale, d’une situation supérieure à celles des Intouchables. Cela s’explique par le contexte politique : l’Inde a été pendant de longues périodes dominée par des gouvernants musulmans. Mais Dumont note que les musulmans eux-mêmes sont subdivisés en plusieurs groupes. On distingue d’abord « les Ashraf ou nobles, descendants réputés d’immigrants, […] et les gens du commun, dont l’origine indienne est avouée, répartis dans un grand nombre de groupes qui ressemblent beaucoup à des castes ». Chez les Ashraf, s’il n’y a pas de groupes strictement endogames, les mariages s’organisent de préférence dans un cercle restreint et une union en dehors de ce cercle équivaut à une descente sur l’échelle sociale. Ainsi, sans se conformer aux règles du système des castes, les Ashraf sont en quelque sorte « contaminés ». En ce qui concerne les autres musulmans, il existe trois groupes endogames, comparables aux castes hindoues : les convertis de caste supérieure, des groupes professionnels correspondant à des castes artisanales, et des Dalits, qui ont conservé leur fonction sociale après leur conversion.

#### Chrétiens
La situation est un peu différente chez les chrétiens indiens. Dumont observe que les chrétiens « anciens », qui ont été convertis par saint Thomas, sont divisés en groupes, qui se révèlent de fait endogames, et que les « chrétiens d’origine intouchable semblent avoir leurs propres églises ». La question des castes s’est aussi posée à l’Église catholique lors des conversions plus récentes, les Indiens issus de castes supérieures n’acceptant pas les missionnaires qui se rendaient également dans les maisons des Dalits, ni de fréquenter les mêmes églises que ces derniers. Cette situation a conduit à des adaptations, comme la création d’une séparation au milieu des églises, plus ou moins bien acceptées par la hiérarchie catholique car contraires au principe de l’égalité des croyants.
Les chrétiens non confessionnels, toujours plus nombreux en Inde, se fondent sur l'enseignement de Jésus, uniquement, dont l'essence même est de ne discriminer personne : aimer chacun comme soi-même. Dans les faits, les Intouchables vivent une véritable libération intérieure, perdant l'habitude de se percevoir eux-mêmes comme différents.[réf. souhaitée]

#### Bouddhistes
Le bouddhisme, à la différence du christianisme ou de l’islam, est une religion née en Inde et les principaux textes bouddhistes ont été composés à une époque où le système de castes était déjà en place. Si Bouddha y critique le système des castes et leur hiérarchie, selon Yuvraj Krishan, il ne faut pas y voir une défense de l'égalité.
En effet, dans le Madhura Sutta, Bouddha indique que les quatre varnas sont égaux et réfute la supériorité des hautes castes sur un plan métaphysique : après la mort, tous renaissent en fonction de leur karma et pas de leur caste. Il ne s'agit pas pour autant d'un rejet du système : les castes sont reconnues mais pour Bouddha c'est la conduite d'une personne plutôt que sa caste qui détermine si elle est bonne ou mauvaise. Toujours selon Krishan, qui cite le Vasala Sutta et le Vasetthasutta, le bouddhisme considère que la caste n'est pas déterminée par la naissance mais par le karma des vies passées : les bouddhistes considèrent les distinctions de castes de la vie présente comme le produit des vies passées et non comme un accident de naissance.

#### Sikhs
Le sikhisme partage avec l'islam et le christianisme le principe de l’égalité des croyants face à Dieu et s’est construit en opposition à l’hindouisme, notamment par le refus des notions de pur et d'impur et l’absence de prêtrise basée sur la caste. Le premier gourou sikh, Nanak, proclame qu’« [il] n’y a pas de caste dans l’autre monde », et dès le cinquième gourou se met en place la pratique du repas commun dans les gurdwaras (temples sikhs), assurant que tous les fidèles, y compris ceux issus des hautes castes, mangent dans la même assiette. La majorité des convertis au sikhisme est issue de la caste des Jats, l’élite rurale du Pendjab, et une minorité de convertis sont des Dalits (Intouchables). Mais, malgré le rejet doctrinaire des castes, « le sikhisme n’a pas conduit à la création d’une communauté égalitaire ou à la fin de la hiérarchie des castes et des discriminations », mais plutôt à un système parallèle, avec les Jats comme classe dominante. Ainsi, même si les règles semblent moins strictes que chez les hindous, l’endogamie est pratiquée et il existe encore aujourd’hui des gurdwaras et des lieux de crémation réservés aux Dalits chez les sikhs.

### Effets du recensement britannique

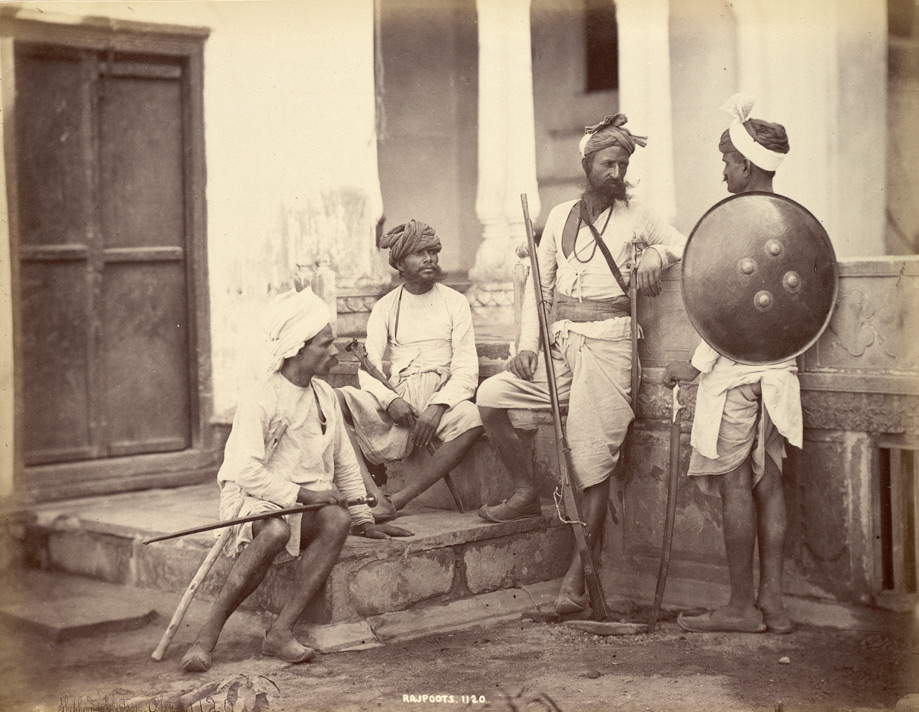
Les Rajputs étaient considérés par les Britanniques comme la plus haute caste laïque (photo britannique de 1868).

Le premier recensement complet de l’Inde a été mené par les Britanniques en 1872 et plusieurs auteurs considèrent qu'il a conduit à la création d’une certaine conscience de caste, qui jusqu’alors était plus diffuse et floue.
En effet, à l'époque, « les castes étaient perçues [par les colonisateurs] comme l’essence de la société indienne, le système à travers lequel il était possible de classifier tous les groupes du peuple indigène en fonction de leurs capacités », et ce recensement incluait donc des questions sur la nationalité, la race, la tribu, la religion et la caste. Ces classifications sont d'importance dans la vision qu’ont les Britanniques des castes : par exemple, après le recensement de 1901, les Mahtons demandèrent que leur classification soit revue pour qu’ils soient intégrés avec les Rajputs, dont ils suivent les coutumes. Une partie des Mahtons voulaient en effet rejoindre un régiment militaire, ce qui n’était possible que s’ils possédaient le statut de Rajput. Leur demande fut initialement rejetée sur la base du recensement de 1881, qui déclarait que les Mahtons descendaient d’une caste de chasseurs-cueilleurs.
Cet exemple démontre que le processus du recensement alimente lui-même le système des castes en le renforçant. Christophe Jaffrelot parle d’un « exercice d’ingénierie sociale » : en voulant énumérer et classifier la population sur la base de leurs propres perceptions de la société indienne, les Britanniques ont dans les faits modifié la société pour qu’elle corresponde à leur vision. Cet exercice a eu pour résultat de rigidifier des contours de la société. Ainsi, en attribuant à chaque groupe ou caste une occupation déterminée et immuable, les Britanniques ont freiné sinon empêché la mobilité sociale qui, comme le décrit Dumont, se réalise généralement par le changement d’activité d’une caste ou sous-caste.
Par ailleurs, lorsque les Indiens furent interrogés sur leur caste, ils donnèrent une variété de réponses qui ne correspondaient pas aux attentes des auteurs du recensement. Apparemment les concepts d’identification ne coïncidaient pas à ceux des Britanniques, et une même question pouvait recevoir différentes réponses en fonction du contexte : secte religieuse, profession, région d’origine, etc.. Cela n’empêchait pas les commissions chargées du recensement d’établir des « listes de préséance » pour chaque province de l’Empire, plaçant systématiquement les Brahmanes au sommet et classant précisément les autres castes en ordre descendant. Cette volonté de classification hiérarchique des colonisateurs a conduit de nombreux groupes à prendre conscience de la place qu’ils occupaient dans la société, comme l’exemple des Mahtons, cherchant à être reclassifiés pour accéder à une carrière militaire, le prouve. Mais il existe de nombreux autres cas de contestations de la part de groupes mal classés.
En revanche, le généticien David Reich s'est élevé contre l'idée développée notamment par Nicholas B. Dirks selon laquelle le colonialisme anglais aurait joué un rôle important dans le système des castes conduisant à un renforcement de l'endogamie de certains groupes de la société indienne. Les dernières études génétiques provenant de plus de 250 groupes de jati répartis dans toute l'Inde, montrent au contraire que cette endogamie n'a aucun rapport avec le colonialisme anglais, mais découle de l'institution des castes pendant des millénaires. Elle a eu pour conséquence qu'environ un tiers des groupes indiens ont connu des goulots d'étranglement démographiques extrêmement forts et un degré de différenciation génétique entre les groupes de jati indiens vivant côte à côte dans le même village généralement deux à trois fois supérieur à celui entre Européens du Nord et du Sud.

## Théories et interprétations

### Théories sur l'origine des castes
La recherche d'une explication du phénomène des castes a dominé la réflexion occidentale lorsqu’elles ont été étudiées pour la première fois. On note trois types principaux de théories explicatives.
Les premières théories proposent une explication volontariste. Ainsi, l’abbé Dubois, qui quitta la France au XVIIIe siècle pour vivre au milieu de la population du Mysore, écrivit à propos des castes:

« Une pareille institution était peut-être le seul moyen que la prudence la plus clairvoyante pût inventer pour maintenir la civilisation chez un peuple comme les Indiens. […]

Ils [les législateurs indiens] partirent de ce principe, commun à tous les anciens législateurs, qu’il n’est permis à personne d’être inutile à l’État. »

Les castes seraient une création d’anciens législateurs destinée à diviser le travail de la manière la plus efficace possible. Elles seraient donc l’expression d’une volonté consciente de dirigeants, à laquelle on attache une volonté divine.
Le deuxième type de théories nées à la fin du XIXe siècle et au début du XXe siècle rapproche les castes des classes et des institutions sociales connues en Occident. On l’a vu, les castes posaient certains problèmes pour les missionnaires chrétiens, en particulier l’opprobre suscité dans les hautes castes par leur refus du contact avec les basses castes. Afin de faciliter la conversion des hindous de haute caste, certains Jésuites adoptèrent le mode de vie hindou, rejetant toute solidarité avec les missionnaires s’occupant des basses castes et interprétant la caste non pas comme une pratique religieuse mais comme une « forme extrême des distinctions de rang et d’état bien connues en Occident ». Pour le sociologue Max Weber, la caste est comparable aux ordres de la France d’Ancien Régime, alors que pour l’anthropologue Alfred Louis Kroeber, elle est comparable à une classe sociale « prenant conscience de soi comme distincte et se refermant sur soi ». D’autres, comme John C. Nesfield, la considèrent comme une forme extrême de corporations de métier.
Enfin, le troisième type de théorie avance une motivation raciale : au début du XXe siècle, Émile Senart conçoit la création des castes comme la volonté des envahisseurs aryens de préserver la pureté de leur race en créant des groupes fermés. La philosophe indienne Divya Dwivedi va plus loin : « Le système des castes était conçu comme une forme d’apartheid racialisé et ritualisé pour assurer l’hégémonie des envahisseurs védiques aryaphones et de leurs descendants sur la majorité des habitants du sous-continent ». Grâce à ce système très rigide, « Les castes supérieures pouvaient ainsi exploiter le travail de ceux-là mêmes qui étaient exclus de la vie collective ».

### Homo hierarchicus: le système des castes comme hiérarchie
Dans Homo hierarchicus, une étude systématique du système des castes par l'anthropologue Louis Dumont, la principale clé de compréhension du système des castes est la hiérarchie. Pour Dumont « la hiérarchie n’est dans le système [des castes] rien moins que la forme consciente de référence des parties au tout ». Mais il ne s’agit pas d’une hiérarchie de type militaire qui impliquerait une subordination, mais plutôt d’une gradation, d’un « classement des êtres selon leur degré de dignité ».
Ce degré de dignité est avant tout basé sur l’occupation de la caste. Ici intervient la notion de pur/impur : chaque caste est dotée d’une spécialisation professionnelle et le degré relatif de pureté de cette profession détermine la place de la caste qui l’exerce dans la hiérarchie. Cette hiérarchie s’organise entre, à son sommet, le Brahmane, prêtre et érudit, et, au bas de l’échelle, l’Intouchable, chargée des tâches les plus impures. Les autres castes se répartissent entre ces deux extrêmes.
Dumont note deux autres données dans l’organisation de ce système hiérarchique :
- l'existence de disparités régionales fortes : telle caste, ou plus exactement telle profession, peut être considérée comme pure dans une région et impure dans une autre et ainsi occuper une place différente dans la hiérarchie. De même, l’intouchabilité et ses conséquences diffèrent d’une région à l’autre ;
- si la hiérarchie concerne avant tout les castes, c’est-à-dire les jatis, le système des varnas s’applique toujours : malgré une impureté relative théoriquement plus grande, une caste peut dominer les autres dans une localité donnée en fonction de son état. Les Kshatriyas notamment, en tant que rois et guerriers, dominent les autres castes à l’exception des Brahmanes, même lorsqu’ils suivent un mode de vie « moins pur » (en ne suivant pas un régime végétarien par exemple).

Toutefois, cette analyse hiérarchique ne tient pas compte de tous les phénomènes à l'œuvre car, en soi, ce système hiérarchique reposant sur un principe de pur/impur censé correspondre à l’ordre cosmique ne pourrait souffrir aucune contestation : même ceux considérés comme « polluant », et par conséquent relégués tout en bas de l’échelle, souffrant discrimination et ostracisme, ne pourraient qu’accepter leur sort comme le reflet de leur statut impur et le système serait en quelque sorte immobile. Or, il ne l’est pas : comme Dumont le dit lui-même, d’autres facteurs que la hiérarchie, en particulier le pouvoir, interviennent. En effet, en Inde comme ailleurs, le pouvoir n’est pas immuable : il est l’objet d’une lutte, autrefois souvent armée, aujourd’hui principalement politique. Quand le pouvoir passe d’un groupe à un autre, il déplace une ou plusieurs castes dans la hiérarchie et remet donc en cause le système de départ. De même que le pouvoir politique, la richesse joue un rôle important : par exemple, dans le Pendjab ce sont les Jats, caste agricole, qui dominent la société.

### Politique coloniale britannique
Les colonisateurs britanniques expliquent d'abord les castes par comparaison avec ce qu’ils connaissent déjà, rejoignant le deuxième type de théories explicatives : pour les colonisateurs provenant d’une société elle-même divisée en classes, les castes sont une expression de classes sociales reflétant une organisation sociale elle aussi fixe et hiérarchisée, posant les Brahmanes au sommet de la société :

« Classe et caste ont entre elles une relation de famille et espèce. La classification générale est par classe, la classification détaillée par caste. La première représente la vision externe de l’organisation sociale, la seconde la vision interne. »

Un tel parallèle ne correspond cependant pas aux caractéristiques des castes : alors qu’une classe sociale est définie uniquement par des facteurs politiques et économiques, une caste est non seulement déterminée par d’autres facteurs, notamment religieux, mais elle est aussi endogame.
Mais les Britanniques percevaient aussi l’Inde comme étant peuplée d’une grande variété de « races » qui auraient été préservées par l’institution de la caste. Si elle rend compte de l’endogamie de la caste, cette interprétation revêt surtout un intérêt pratique du point de vue de l’administrateur : la conception des castes en tant que races, dotées selon la conception de l’époque de caractéristiques propres, permet en effet aux colonisateurs de tenter d’organiser la société indienne en se fondant sur des bases jugées « naturelles » et donc plus efficaces. Ainsi, on peut citer l’exemple du Pendjab utilisé par H. K. Puri : l’armée britannique indienne est réorganisée en 1890 sur la base de « races martiales », en particulier les Jats sikhs ; le Punjab Land Alienation Act de 1901 réserve l’attribution des terres aux « castes agricoles » à l’exclusion des castes les plus basses ; ou encore le Criminal Tribes Act de 1871 qui déclare :

« quand nous parlons de “criminels professionnels”, nous […] voulons dire une tribu dont les ancêtres étaient des criminels depuis des temps immémoriaux, dont les membres sont eux-mêmes destinés par l’usage de la caste à commettre des crimes et dont les descendants violeront la loi,. »

## Règles sociales

### Pureté et interdits
Pour un individu, l'appartenance à une caste va de pair avec l'application d'un certain nombre de règles qui régentent son rapport avec les individus de sa caste ou d'autres castes. Ces règles sont liées à la notion de pureté évoquée plus haut : il s'agit globalement pour une personne de se protéger ou de se laver d'une impureté qui peut être temporaire (associée à un évènement de la vie) ou permanente (liée à l'occupation d'une caste).
Les textes hindous, notamment les Lois de Manu datées environ du IIe siècle av. J.-C., listent les causes d'impureté. La mort, en particulier, est cause d'impureté temporaire pour les parents du défunt ainsi que, par exemple, la naissance pour la mère et le nouveau-né ou les menstruations pour une femme. Des rituels de purification sont prescrits pour qui est affecté d'une impureté temporaire : bain, rasage, absorption des produits de la vache, etc..
Un degré de pureté est attaché à une caste en fonction de son occupation. Par exemple, la caste des blanchisseurs, qui lavent notamment les draps après un accouchement ou les menstruations, est relativement impure en raison de l'impureté de son activité. De là découlent de nombreux interdits destinés à éviter qu'une personne ne soit « polluée » par l'impureté d'une personne appartenant à une caste inférieure, mais il n'existe pas forcément de règles universelles : une caste est attachée à une région particulière et les règles qui régissent ses rapports avec les autres castes peuvent être différentes des règles que suivent une caste similaire dans une autre région de l'Inde. Herbert Risley, dans le cadre du recensement effectué par les Britanniques en 1901, a notamment listé certains critères dans la perspective d'établir un classement hiérarchique des castes dans chaque région : le varna d'appartenance de la caste en question, si des Brahmanes officient à ses cérémonies religieuses, si la caste pratique le mariage des enfants et interdit le remariage des veuves, si elle est servie par des barbiers, si elle a accès ou non à certains temples, si elle a accès au puits commun, si elle est reléguée dans un quartier distinct, si elle doit s'écarter de la route en croisant une personne d'une caste supérieure, etc.. À l'époque, il observe en particulier que les règles sont beaucoup plus rigides dans le Sud de l'Inde que dans le Nord.
D'autres règles sociales existent : avec qui une caste peut partager un repas (avec des variantes en fonction du type de nourriture) ou un narguilé, le régime alimentaire (végétarisme ou non par exemple), l'organisation des mariages, etc.

### Gouvernement de caste
Traditionnellement, une caste ou un « fragment de caste » (sous-caste ou fragment territorial) peut être dotée d'une gouvernance sous la forme d'une assemblée de caste ou d'un panchayat. Ce système perdure encore parfois dans le nord de l'Inde (Uttar Pradesh, Haryana, Pendjab) de manière para-légale et parallèle au système des panchayats de village organisé par l'État.
Formé par un groupe de notables ou spécialistes, parfois doté d'un sarpanch et d'autres dignitaires élus ou héréditaires, ce gouvernement agit comme une « autorité plurielle, gardienne de la coutume et de la concorde » à qui on peut faire appel pour arbitrer un conflit ou sanctionner ce qui est contraire à la coutume de la caste. Il peut notamment adopter comme sanction l'exclusion d'une personne de la caste. Ces dernières années, les panchayats de caste ont été déclarées illégaux par la Cour suprême de l'Inde en raison de peines qu'ils infligent — pouvant aller jusqu'au crime d'honneur — à l'encontre d'individus ne souhaitant pas respecter les règles de la caste pour leur mariage.

## Castes et politique publique

### La question particulière des Dalits

#### Création des premiers quotas
Les Dalits, ou Depressed Classes comme on les appelle officiellement jusqu’en 1935, occupent une place particulière dans la politique coloniale en Inde. À la différence des autres castes, leur cas ne pose pas de problème particulier en termes de classification : destinés par leur naissance même aux métiers les plus « impurs », ils sont exclus des « temples et de tous les autres lieux publics où les autres peuvent craindre leur contact « polluant » » et se situent donc au bas de la hiérarchie sociale. Cependant, c’est autour de la question des Depressed Classes que se mettent en place les premières politiques de quota.
Ambedkar écrit dans The Untouchables and the Pax Britannica :

« De grands espoirs ont été soulevés parmi les gens des Depressed Classes par l’avènement du règne britannique. D’abord parce qu’il s’agissait d’une démocratie qui, pensaient-ils, croyait dans le principe que chaque homme compte. »

En colonisant l'Inde, les Britanniques mettent en place un système d’écoles publiques théoriquement ouvertes à tous, sans considération de castes. Cependant, dès 1854, on constate que l’admission est dans la plupart des cas refusés aux enfants des Depressed Classes, ou, quand ils sont admis, qu’ils sont rejetés par les enseignants et les parents d’élèves. Aussi est-il décidé en 1892 d’établir des écoles spéciales réservées. Les Britanniques créèrent également en 1944 des bourses réservées aux castes les plus basses. À partir de 1934, lorsqu’il fut constaté que « même instruits, les Intouchables ne trouvaient pas d’emploi », un quota d’embauche de 8,5 % fut instauré dans la fonction publique (porté à 12,5 % en 1946). Enfin, dès 1919, des sièges furent réservés aux Depressed Classes dans les assemblées législatives des provinces et l'assemblée centrale siégeant à New Delhi. Il faut attendre 1935 pour que la terminologie change, quand les Depressed Classes sont rebaptisées Scheduled Castes, reconnaissant ainsi que les populations en question sont des « races, castes ou tribus » plutôt que des classes sociales. C’est dans ce contexte qu’émergent les premiers leaders dalits, en particulier Ambedkar, qui revendique en 1932 la création d’électorats séparés.
Mais ce qui apparaît clairement, c'est qu'aucune des mesures évoquées n’a été susceptible d’améliorer durablement le sort des Dalits. Si les écoles réservées permettent de faire progresser légèrement le taux d’alphabétisation dans cette population, l'impact de la politique reste très limité. D’autant plus que certaines décisions sont en contradiction avec la politique générale : si des postes sont réservés dans la fonction publique à partir de 1934, la décision prise en 1890 d’organiser l’armée sur la base des castes et d’exclure du recrutement les Intouchables n’est pas remise en cause, alors que « le service militaire était le seul service dans lequel il était possible pour les Intouchables de gagner leur vie et d’avoir une carrière ». L'administration britannique ne manifeste en effet pas de volonté de transformation sociale. Bien au contraire, confronté à plusieurs reprises à divers cas de discriminations, le gouvernement colonial déclare que les « désavantages » affectant une partie de la population ne sont pas de son fait, qu'elles existaient avant la colonisation, et qu’il ne peut donc pas agir sans que les mentalités et les attitudes des Indiens évoluent d’abord.

#### Le mouvement pour l'indépendance et la question dalite
La question des castes en général n’a pas vraiment été au cœur des préoccupations de la pensée politique indienne avant l’Indépendance, même si on note quelques exemples de prise de conscience poussée par le recensement britannique. Par exemple en 1931, un pamphlet distribué à Lahore invite les Indiens à répondre, entre autres, « néant » à la question sur la caste. Le groupe distribuant ce pamphlet avait de toute évidence un but politique, mais le fait de proposer une telle réponse laisse penser qu’elle est envisageable pour les Indiens, et que donc ils n’accorderaient pas à la caste une importance particulière en termes d’identification.
La question se pose différemment pour les Dalits. Les traitements dont ils sont l’objet en raison de leur « impureté » les isolent du reste de la population et conduisirent les Britanniques à adopter une série de politiques en leur faveur. Émerge alors une pensée politique concrétisée par l’émergence de leaders dalits, au premier rang desquels Bhimrao Ramji Ambedkar.

##### Ambedkar: les Dalits, une communauté opprimée

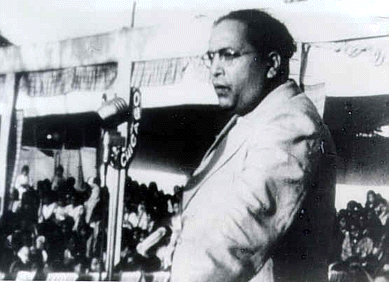
Ambedkar lors d'un discours à Nasik en 1935.

Né en 1891 à Mahu (aujourd’hui Dr Ambedkar Nagar, dans le Madhya Pradesh) dans la caste dalite des Mahars, Bhimrao Ramji Ambedkar a étudié à l’université de Bombay, l’université Columbia aux États-Unis puis à Londres, avant de rentrer en Inde en 1923. Il s’est impliqué dans la lutte des Dalits pour avoir accès aux temples hindous ou le droit de puiser l’eau dans les mêmes puits que les autres hindous. Il a participé, en tant que représentant des Intouchables, aux trois conférences de la Table ronde à Londres. En 1947, il est invité par Nehru à devenir le premier ministre de la Justice du gouvernement de l’Inde indépendante, avant d’être élu à la présidence du comité de rédaction de la Constitution de la République indienne.
Durant toutes ces années, Ambedkar dénonce le sort fait aux Dalits et développe une critique très vigoureuse du système des castes. En cela, il se différencie très nettement de la vision britannique : pour lui, les Intouchables ne sont pas une classe défavorisée, mais une communauté opprimée.
Il développe ainsi une critique radicale de l'hindouisme. Dans The Untouchables and the Pax Britannica, Mr Gandhi and the Emancipation of the Untouchables ou What Congress and Gandhi have done to the Untouchables, Ambedkar se situe dans une démarche polémique de dénonciation de la situation des Dalits dans laquelle il insiste, en se servant d’exemples, sur les discriminations, exactions ou atrocités commises par des hindous de castes supérieures. Mais Ambedkar ne se contente pas d’une critique sociale : pour lui, l’origine du mal se situe dans l’existence du système des castes. Or ce système trouvant sa source dans la religion, c’est l’hindouisme même qu’il faut remettre en cause :

« [Il] doit être reconnu que les hindous respectent les castes non pas parce qu’ils sont inhumains ou bornés. Ils respectent les castes car ils sont profondément religieux. Les gens n'ont pas tort de respecter les castes. À mon avis, c’est leur religion qui a tort,. »

Ambedkar invite donc à rejeter les enseignements et l'autorité des textes hindous, qui imposent selon lui une « religion de règles », pour les remplacer par une « religion de principes ». Ainsi, il déclare « Je ne mourrai pas hindou » et finit par se convertir au bouddhisme en 1956.
Cependant, si pour Ambedkar les Dalits ne trouveront de véritable solution que par le rejet de l'hindouisme, il situe sa lutte sur le terrain politique : pour lui, la lutte pour la liberté que constitue le mouvement pour l'indépendance doit non seulement être une réforme des institutions politiques, mais également une refonte des institutions sociales. Ambedkar considère qu'une réforme sociale se met en place par la loi. Ainsi, lors de la Conférence de la Table ronde de 1930, il soumet un « Plan de garanties politiques pour la protection des Depressed Classes dans la future Constitution de l’Inde autonome ». Ce plan a pour but de permettre l'intégration des Dalits à la société indienne, c’est-à-dire de supprimer de fait l’intouchabilité, et de garantir cette suppression par la loi. Le plan comprend huit conditions et Ambedkar précise que seul leur respect lui permettra, en tant que représentant des Depressed Classes, de consentir à l’autonomie politique de l’Inde. Si le leader dalit pose des « conditions », c’est qu’il considère qu’une Inde politiquement autonome sera soumise au règne de la majorité hindoue. Ainsi, il ne veut pas de l’autonomie ou de l’indépendance si elle se traduit par le remplacement pour les Dalits d’une oppression par une autre (en l’occurrence des Britanniques par les hindous) et il conçoit ici encore les Dalits comme étant une communauté entièrement séparée des hindous et nécessitant donc une protection particulière. Ce postulat de la séparation de fait entre hindous et Dalits est d’ailleurs clairement exprimé par Ambedkar :

« Un Intouchable peut-il être considéré comme faisant partie de la société hindoue ? Y a-t-il un quelconque lien humain qui les lie au reste des hindous ? Il n’y en a aucun. Il n’y a pas de connubium. Il n’ y a pas de commensalité. Il n’y a même pas le droit de toucher ou encore moins de s’associer. Au contraire, le simple contact physique est source de pollution pour un hindou. L’entière tradition des hindous est de considérer l’Intouchable comme un élément séparé et d’insister là-dessus comme un fait avéré,. »

##### Gandhi et Ambedkar: deux visions opposées des Dalits

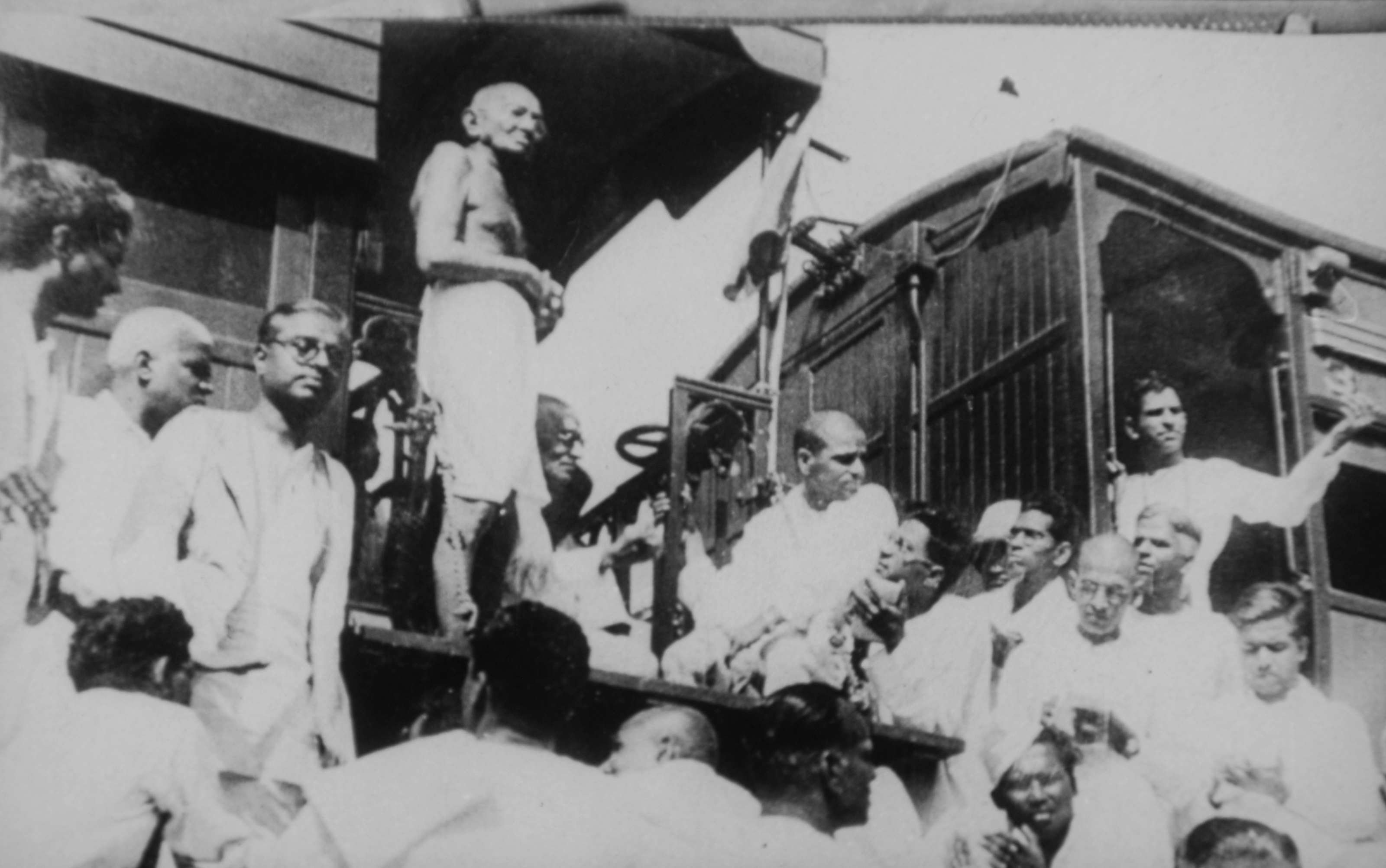
Gandhi désignait les Dalits par le terme « Harijans ».

À l'inverse d'Ambedkar, Mohandas Karamchand Gandhi ne remet pas en cause l’organisation en castes de la société indienne. Au contraire, il est « convaincu de la perfection organiciste et cosmique de l’ordre quadripartite des castes hindoues ». Mais il n’est pas non plus insensible au sort des Dalits. En 1920 Gandhi écrit qu’il y a trois possibilités d’action pour ce qu’il appelle alors les Panchamas : l’alliance avec les Britanniques qui selon lui ferait d’eux leurs « esclaves », le rejet de l’hindouisme qu’il refuse car « l’intouchabilité ne fait pas partie de l’hindouisme [mais] est plutôt une excroissance à retirer par tous les moyens », et la non coopération avec les autres hindous, impossible pour lui car nécessitant une organisation dont ils ne disposent pas. Pour Gandhi, la solution est donc la suivante :

« La meilleure méthode est donc pour les Panchamas de se joindre au grand mouvement national avançant vers le rejet de l’esclavage du Gouvernement actuel. […] La non coopération contre ce gouvernement malfaisant présuppose la coopération entre les différentes sections formant la Nation indienne. […]

La non coopération contre le gouvernement signifie la coopération entre les gouvernés et si les hindous ne suppriment pas le péché de l’intouchabilité, il n’y aura pas de swaraj, ni dans un an ni dans cent ans. Le swaraj n’est pas atteignable sans la suppression des péchés de l’intouchabilité et sans l’unité entre hindous et musulmans,. »

Lors de la Conférence de la Table ronde de 1931 chargée de préparer la future Constitution de l’Inde britannique, la principale question est celle de la représentation des communautés. En particulier, la délégation du Congrès emmenée par Gandhi insiste sur l’unité de la nation indienne et ne parvient pas à trouver d’accord avec la Ligue musulmane et Ambedkar sur la représentation des musulmans et des Depressed Classes. Ambedkar propose en particulier, dans la logique de sa vision de communautés séparées, que comme les musulmans, les Depressed Classes forment un électorat séparé du reste des hindous, capable d’élire ses propres représentants dans les législatures provinciales et centrale. Comme le raconte Ambedkar dans son récit de 1945, cette proposition est vigoureusement combattue par Gandhi au nom de l’unité de la communauté hindoue :

« Les électorats séparés pour les « Intouchables » les condamneront à l’esclavage pour toujours. Les musulmans ne cesseront jamais d’être musulmans en ayant des électorats séparés. Voulez-vous que les « Intouchables » restent « intouchables » à jamais ? Les électorats séparés perpétueraient le stigmate. […] Avec le suffrage universel, vous donnez aux « Intouchables » une sécurité complète. Même les hindous orthodoxes auraient à les approcher pour voter,. »

En l’absence d’accord entre les représentants présents à la Conférence, le gouvernement britannique rend en août 1932 un arbitrage accordant aux communautés, y compris les Depressed Classes, des électorats séparés. Gandhi, en recourant à la grève de la faim, oblige alors Ambedkar à accepter une solution de compromis : le Pacte de Poona. Selon les termes du pacte, les Depressed Classes ne disposent plus d’un électorat séparé mais voient un certain nombre de circonscriptions hindoues réservées à des candidats issus de leurs rangs. Sont ainsi jetées les bases du système qui perdure aujourd’hui : la crainte de voir les Dalits séparés du reste des hindous est écartée, puisque tous votent ensemble, et la réservation des circonscriptions permet d’assurer une représentation minimale des Dalits au sein des assemblées.

### Les castes dans la Constitution indienne
La conception des castes et les politiques mises en œuvre ne varient que très peu entre les dernières années de colonisation et les premières années qui suivent l'indépendance.
La présidence du comité de rédaction de la Constitution est confiée à Ambedkar : la loi fondamentale de la nouvelle république conserve ainsi les dispositifs précédents, adoptés par les Britanniques en concertation avec les leaders indépendantistes indiens et basés sur la représentation des Scheduled Castes dans les organes politiques et la fonction publique, avec quasiment le même dispositif de réservations que celui négocié à Poona.
La mesure la plus emblématique de la Constitution est inscrite dans son article 17 :

« L'« intouchabilité » est abolie et sa pratique dans toutes ses formes est interdite. L'application de toute incapacité trouvant sa source dans l'« intouchabilité » sera un délit punissable selon la loi,. »

La Constitution se garde cependant d’abolir le système des castes dans son ensemble. Elle se contente d’interdire les discriminations :

« (1) L'État ne fera aucune discrimination à l’encontre d’un citoyen sur la base de la religion, de la race, de la caste, du sexe, du lieu de naissance ou d’aucune de ces raisons

(2) Aucun citoyen ne sera, sur la base de la religion, de la race, de la caste, du sexe, du lieu de naissance ou d’aucune de ces raisons, sujet à une incapacité, responsabilité, restriction ou condition par rapport à :

(a) l'accès aux magasins, restaurants publics, hôtels et lieux de divertissement public ; ou

(b) l'usage des puits, réservoirs, bains publics, routes et lieux publics entièrement ou partiellement entretenus par les fonds de l'État ou dédiés à l'usage du grand public,. »

Le principe des réservations est quant à lui inscrit dans le titre XVI de la Constitution sous le titre « Dispositions particulières relatives à certaines classes ». Comme dans le Pacte de Poona, la Constitution dispose qu’un certain nombre de sièges seront réservés dans la Lok Sabha et les assemblées législatives des États. Le système en vigueur avant l'indépendance est donc maintenu avec quelques différences : les réservations sont étendues aux populations tribales, les Scheduled Tribes, et un système de proportionnalité est instauré. Ainsi en 1951, 5 % des sièges sont réservés au Scheduled Tribes (st) et 15 % aux Scheduled Castes (sc), en fonction de la représentation démographique des deux catégories. Cependant, dans ce même titre XVI il est indiqué :

« Nonobstant quoi que ce soit dans ce chapitre, les dispositions de la présente Constitution relative à la réservation de sièges pour les Scheduled Castes et les Scheduled Tribes dans la Chambre du peuple et les Assemblées législatives des États […] cesseront d’avoir effet à l’expiration d'un délai de vingt ans après l'entrée en vigueur de la présente Constitution,. »

Ainsi, dans l’esprit des rédacteurs de la Constitution, ce dispositif de réservations devait être transitoire. L'histoire montre qu’il n’en a rien été, et à partir de 1970 puis tous les dix ans, la fin des réservations a été sans cesse repoussée.
Enfin, le titre XVI prévoit dans l’article 340 la nomination d’une commission chargée d’examiner « la condition des classes arriérées sur le plan social et éducatif » et de faire des recommandations pour améliorer cette condition. Cet article constitue l’une des premières reconnaissances de l’existence de populations défavorisées en dehors des sc/st et de la possibilité d’une politique catégorielle en leur faveur.

### Émergence desOther Backward Classes
Si les politiques en faveur des Dalits ont été mises en place extrêmement tôt, il en va différemment pour les autres basses castes. L’expression backward classes apparaît pour la première fois en 1870 : à l'époque elle désigne non seulement les Dalits mais également les classes appartenant au varna des Shudras. Les Shudras sont partout majoritaires en Inde, mais ils englobent une multitude de jatis, certaines considérées comme très impures, bien que non intouchables, d’autres exerçant une domination locale. Les conséquences de l’intouchabilité font qu’à partir de 1925 les Depressed Classes sont catégorisées à part pour faire l’objet d’une politique spécifique. La question des pauvres non intouchables ne ressurgit vraiment qu’après l’indépendance. On les appelle alors « autres classes arriérées », Other Backward Classes (obc). L’utilisation du mot « classe » reflète à la fois l’influence socialiste — l’important ce sont les classes sociales – et gandhienne – reconnaître la caste divise la société. Toutefois, quand une première Backward Classes Commission est constituée en 1953 sous la présidence de Kaka Kelalkar, elle établit quatre critères permettant de définir le retard social (un statut social dégradé, un manque général d’éducation, une sous-représentation dans la fonction publique, une sous-représentation dans les secteurs du commerce et de l’industrie), et conclut que ces critères sont liés à un « même dénominateur commun » : la caste. La commission Kelalkar établit ainsi la première liste des obc, regroupant 2 399 castes représentant 32 % de la population, et elle formule un lien direct entre la caste et le statut socio-économique d’une communauté. Le gouvernement de l'époque répond cependant que les efforts de développement effaceraient « ces lignes de clivage social, alors que la classification de ces castes comme arriérées [risquerait] de maintenir, et même de perpétuer, les distinctions de caste ». Dans les années qui suivent, les tribunaux indiens reprennent cette ligne et invalident les quotas pour les basses castes autres que les Dalits.
Il faut attendre les années 1970 pour que cette conception des basses castes évolue. Après la victoire du Janata Party face aux Congrès en 1977, le nouveau gouvernement met en place une deuxième commission nationale sur les backward classes, la commission Mandal. La commission rend son rapport en 1980, qui présente un tournant majeur dans la conception des basses castes, en considérant que :

« La caste est aussi une classe de citoyens, et si une caste dans son ensemble souffre d’un retard en termes sociaux et éducatifs, des quotas peuvent être introduits en sa faveur. »

Elle recommande de créer un quota de 27 % de ces Other Backward Classes (obc) pour les embauches dans la fonction publique, quota qui s'ajoute à ceux des Scheduled Tribes et Scheduled Castes, en respectant la décision de la Cour suprême de ne pas avoir plus de 50 % des postes soumis à un quota. À partir de l'examen des castes à l'aide d'un système de points mesurant le retard social (considération sociale par les autres classes ou castes, travail manuel, âge moyen lors du mariage, participation des femmes au travail), le retard éducatif (scolarisation, échec scolaire) et le retard économique (patrimoine de la famille, habitation, accès à l’eau potable, endettement), le rapport Mandal établit une liste de 3 743 castes, représentant 52 % de la population.
Toutefois, on observe que les critères retenus ne sont pas strictement économiques et aboutissent à faire bénéficier de quotas des castes, notamment agricoles, qui en réalité dominent socialement les autres castes de leur région. Cela s'explique par la volonté affichée de la commission Mandal de donner à ces castes « le sentiment de participer à la gouvernance [du] pays » afin de leur donner confiance dans ce système, et même de « [les] mobiliser politiquement ».
Le rapport Mandal est très critiqué à sa publication. Le Congrès, notamment, refuse de constater la réalité de la sur-représentation des hautes castes dans le monde politique et critique le fait que les critères retenus pour la définition des obc ne permettent pas de cibler les plus pauvres.
Il faut attendre un nouveau jugement de la Cour suprême en 1992, reconnaissant qu'« une caste peut être une classe en Inde, et c’est même très souvent le cas » pour que le rapport Mandal soit mis en œuvre. Un quota de 27 % des postes de la fonction publique est alors réservé aux « Socially and Educationally Backward Classes » et une Commission nationale pour les classes arriérées (National Commission for Backward Classes, ncbc), permanente, est chargée « d’examiner les demandes d’inclusion de toute classe de citoyens aux listes comme classe arriérée et de recevoir les plaintes pour la sur-inclusion ou la sous-inclusion de toute classe arriérée dans de telles listes ». Dans le même temps, des quotas réservés aux obc — en plus des réservations pour les sc/st — sont mis en place dans les panchayats puis, en 2005, le gouvernement décide d’étendre le quota des obc de 27% à l’admission dans les institutions d’enseignement supérieur gérées par le gouvernement central.
En 1993, la Cour suprême a toutefois prescrit l’exclusion des quotas de la « couche de crème » (creamy layer), c’est-à-dire des « personnes ou sections socialement avancées parmi les obc ».

## Les castes dans le jeu électoral
L'émergence de la question des Other Backward Classes dans le débat public arrive dans un contexte marqué, d'une part, par de fortes inégalités économiques et sociales et, d'autre part, par des réformes politiques (réforme agraire notamment) qui bousculent l’ordre social et font de certaines castes considérées autrefois comme basses de par leur occupation, des castes dominantes économiquement, aboutissant à ce que les groupes qui dominent une région se trouvent confrontés aux hautes castes qui continuent de constituer l’élite politique. Alors que la domination politique du Congrès national indien s'effrite, la création des obc comme « catégorie politique reposant sur la caste » permet dans un paysage politique changeant de mobiliser rapidement un grand nombre d'électeurs. La revendication de quotas pour les obc devient l’argument permettant la constitution d’une coalition de castes afin d’accéder au pouvoir.
Selon Max-Jean Zins, la montée en puissance des obc sur le plan économique est ainsi directement liée à l'éparpillement des votes entre différents petits partis. Alors que précédemment le Congrès parvenait à « capter » les leaders des castes, en particulier dalits, qui pourraient mettre en danger sa prééminence, en leur proposant des responsabilités politiques, à partir des années 1970 et 1980 les obc « [entendent défendre eux-mêmes leurs intérêts et leur propre vision du monde ». Mécaniquement, les partis politiques s’adaptent à cette volonté de représentation communautaire, car ils ont tout intérêt à baser leur plate-forme politique sur la défense des intérêts communautaires, voire à tenter de créer eux-mêmes un sentiment d’appartenance, dans la mesure où cela leur permet d’engranger les votes de communautés entières (« votebank »). Ce phénomène est par exemple particulièrement marqué dans l’État de l’Uttar Pradesh, où le Congrès a été électoralement marginalisé par le bjp et deux partis régionaux, le Bahujan Samaj Party et le Samajwadi Party, tous trois formulant leurs plates-formes politiques en termes d’identités, sur lesquelles d’ailleurs repose principalement leur succès électoraux. Selon la National Election Study effectuée pour les élections à la Lok Sabha de 2009, seulement 12 % des électeurs du bsp ont soutenu ce parti parce qu’ils pensaient que son programme était bon alors qu’un quart l’ont fait pour représenter leur communauté et 5 % parce qu’ils pensaient bénéficier de la victoire du parti.
Selon Gilles Verniers, chercheur au Centre for policy research de New Delhi et professeur invité à l’Amherst College, aux États-Unis, « Depuis l’arrivée de Modi, le BJP veut toucher les basses castes. Il a fait le pari de l’inclusion. Mais si on regarde le profil des électeurs en 2019, les hautes castes restent surreprésentées. A peu près 80% des hautes castes ont voté pour le BJP il y a cinq ans. Il y a donc un écart entre l’argument de l’inclusion et la réalité des chiffres. »

## Réalités sociales des castes

### Inégalités, discriminations et violences persistantes

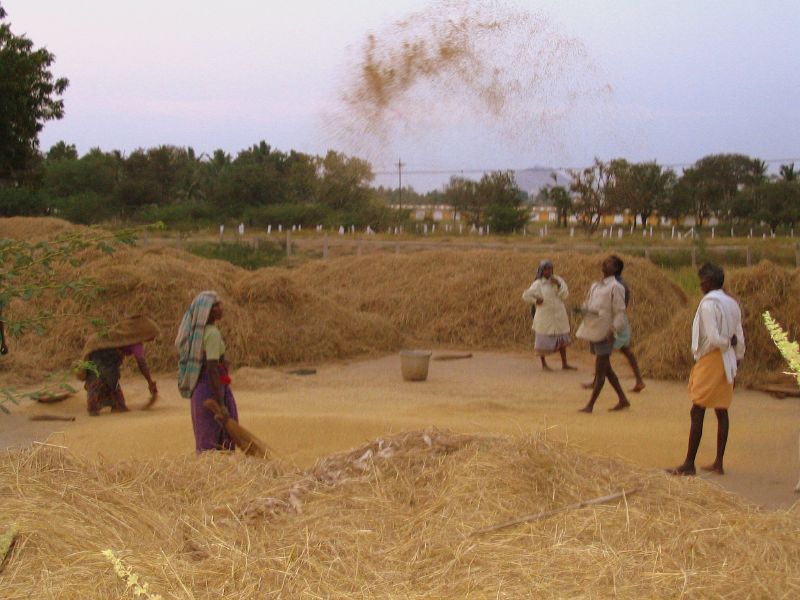
Des Dalits battant du grain près de Madurai.

Bien loin de l’objectif d’une société sans caste, encore rappelé par Rajiv Gandhi dans son discours de 1990, les castes sont une réalité dans l’Inde contemporaine. Leurs effets sont cependant difficiles à mesurer car de 1951 à 2011, la question de la caste a disparu du recensement décennal, seule restant la question de l’appartenance aux Scheduled Castes ou Scheduled Tribes.
Cependant, les chiffres de la National Sample Survey Organisation, qui intègrent la catégorie des Other Backward Classes, « attestent clairement de la persistance des inégalités de castes dans l’Inde contemporaine ». En effet, les basses castes (sc, st et obc) sont sur-représentées dans les catégories les plus pauvres. Dans les campagnes, ils représentent 83 % de la population vivant sous le seuil de pauvreté alors qu’ils ne sont que 69 % de la population rurale totale. Le différentiel est encore plus grand en ville, où ces chiffres s’établissent à 67 et 48 % respectivement. Les inégalités frappent en premier lieu les Dalits, puisque 36 % d’entre eux vivent sous le seuil de pauvreté en milieu rural, contre moins de 12 % pour les hautes castes et, là encore, cette différence s’accentue en milieu urbain où 38 % des sc vivent sous le seuil de pauvreté contre moins de 10 % des hautes castes. Les obc sont globalement mieux lotis dans la mesure où si la majorité d’entre eux sont considérés « très pauvres » ou « pauvres », ils sont plus équitablement répartis entre les différentes catégories, compte tenu du fait que la définition retenue pour les obc par le rapport Mandal rend cette catégorie très hétérogène.
Ces inégalités de richesses se retrouvent dans le type d'emploi occupé. Ainsi, les hommes appartenant aux Scheduled Castes ou Scheduled Tribes ont bien plus de chance d’être des travailleurs irréguliers (47 % d’entre eux) et ceux appartenant aux obc sont plus souvent travailleurs indépendants (41 %). À l’autre bout de l’échelle, 44 % des employeurs et 43 % des hommes bénéficiant d’un salaire régulier sont des hindous de hautes castes. Ainsi, non seulement les basses castes disposent globalement d’un revenu plus faible, elles ont également des emplois plus précaires que les autres. C’est particulièrement frappant en ce qui concerne les Dalits dans la mesure où le type d’emploi qu’ils occupent majoritairement (travailleurs irréguliers et travailleurs indépendants) laisse penser qu’ils exercent toujours les activités traditionnelles liées à l’intouchabilité de leur caste.
Au-delà des inégalités économiques, les violences envers les Dalits existent toujours et ont conduit le gouvernement à faire adopter le Scheduled Castes and Scheduled Tribes (Prevention of Atrocities) Act en 1989. Cette loi contraint les États à désigner des tribunaux spéciaux pour traiter des crimes commis au nom de l’intouchabilité et oblige le gouvernement central à leur fournir une assistance financière. Ainsi pour la période de 2007 à 2008, 358 millions de roupies ont été versées aux États et 32 407 cas d’atrocités ont été enregistrés.
Des centaines de milliers d'Indiens appartenant aux basses castes sont chargés de nettoyer le plus souvent sans aucune protection les tuyaux souterrains, les égouts et les fosses septiques. L'usage du nettoyage manuel tel qu'il est pratiqué est théoriquement interdit par la loi depuis 2013, mais celle-ci est difficile à appliquer, la pratique ayant souvent lieu via des sous-traitants. Des accidents mortels surviennent régulièrement.

### Effets des réservations
Les réservations, c’est-à-dire des quotas de sièges ou de postes réservés à certaines castes, concernent trois secteurs :
- la représentation politique : des circonscriptions sont réservées lors des élections à la Lok Sabha, aux Vidhan Sabhas, aux panchayats et aux conseils municipaux ;
- la fonction publique : des quotas de postes ouverts au recrutement sont réservés pour les sc/st et les obc ;
- l’éducation : des places sont réservées pour les sc/st et depuis peu pour les obc dans les établissements d’enseignement supérieur.

#### Représentation politique
Le nombre de circonscriptions réservées aux Intouchables et Adivasis (SC/ST) est calculé en fonction de leur part respective dans la population. Par exemple, dans la Lok Sabha élue en 2009, sur 545 circonscriptions, 79 sont réservées pour des candidats issus des sc et 47 pour des candidats issus des st, soit respectivement 16 % et 9 % correspondant à la part des sc et st dans la population totale. Des dispositifs similaires existent au niveau local et dans chaque État. Ces réservations en faveur des Dalits et des Adivasis visent à garantir à ces populations une représentation correspondant à leur poids démographique car les discriminations dont elles sont l’objet, liées notamment à l’intouchabilité, laissent supposer qu’elles seraient autrement exclues. Mais à la différence des revendications d’Ambedkar lors des Conférences de la Table ronde, il ne s’est jamais agi pour les Dalits d’élire leurs propres représentants dans les différentes assemblées : dans la quasi-totalité des circonscriptions, les Dalits (ou les Adivasis) forment une minorité de la population. Christophe Jaffrelot note qu’en 1961, la majorité des circonscriptions réservées comptaient entre 20 % et 30 % de Dalits et que seulement 3 en comptaient plus de 40 %. Dès lors, les candidats, bien qu’issus de la communauté dalite, doivent en appeler à la population générale lors des campagnes électorales. Ils n’ont donc pas de raison de défendre les intérêts spécifiques des Dalits s’ils espèrent être élus. Par ailleurs, même les élus dalits des circonscriptions réservées ne peuvent se prétendre représentants des Dalits dans leur ensemble puisque 75 % des membres des Scheduled Castes vivent dans des circonscriptions non réservées et sont donc représentés à la Lok Sabha par des élus généralement issus de castes supérieures.
Un système similaire existe au niveau local mais certains États ont adopté des dispositifs supplémentaires. Ainsi, au Bengale-Occidental, non seulement des sièges sont réservés au sein des gram panchayats, mais une réservation existe également au niveau du chef de village (les villages dont le poste de chef de village est réservé à un membre des sc/st sont déterminés par un système de rotation à chaque élection). Une étude montre que dans les villages dont le chef est issu des sc ou st, les foyers dalits ou adivasis bénéficient plus qu’ailleurs des programmes gouvernementaux. Mais l’aspect clientéliste de ces affectations d’aides est également présent, puisque l'étude note que la présence aux meetings politiques est fortement corrélée à la réception d’aides par les participants.
En ce qui concerne les Other Backward Classes, ceux-ci ne bénéficient généralement pas de réservations dans les assemblées législatives. Cependant, l’émergence de la question des obc dans le débat public a eu des effets certains sur leur représentation. En effet, les obc représentant presque partout la majorité de la population, les partis politiques ont adapté leurs discours afin de répondre à leurs revendications. Mais ce faisant, ils ont aussi présenté plus de candidats issus de ces communautés :

« Ces formations […] donnèrent leur investiture à des candidats de basses castes en plus grand nombre à partir de 1991, et ce avec un succès croissant car les obc […] votaient désormais pour les leurs […] »

Ainsi, la part des obc parmi les députés s’est accrue : en Inde du Nord, ils étaient 25 % en 1996 contre seulement 11 % en 1984. Dans le même temps, la proportion des élus de hautes castes passe de 47 % à 37 %.

#### Emplois
La politique de quotas dans la fonction publique est introduite en 1934 par les Britanniques car, plusieurs années après la création d’écoles réservées, il apparaît que les membres des Depressed Classes, même instruits, ne parviennent pas à trouver d’emplois. Une réservation de 8,5 % des postes vacants de la fonction publique est donc instaurée, chiffre porté à 12,5 % en 1946 pour être proportionnel à la part des Dalits dans la population. À ces réservations furent ajoutées celles des Scheduled Tribes au moment de l’Indépendance puis, à partir de 1992, un quota de 27 % pour les obc. Signalons également qu’un certain nombre d’États princiers, dont les souverains sont issus de castes shudras, ont tenté de lutter contre l’influence des Brahmanes dans leurs administrations en instaurant des quotas pour les backward classes.
Parmi les effets de telles réservations, il était attendu qu'en offrant aux Dalits un débouché dans l’administration, il deviendrait possible de les extraire de leurs activités traditionnelles associées à leur caractère « polluant » et donc théoriquement d’atténuer les effets de l’intouchabilité. Dans les faits c'est difficilement le cas, car lorsque l’on regarde la proportion des Scheduled Castes dans l’administration indienne, on observe que ceux-ci sont sur-représentés dans la catégorie inférieure des fonctionnaires, entre 17 % et 20 % des effectifs suivant les années, et que leur proportion n’augmente que très lentement dans les autres catégories. Dans la catégorie supérieure, leur présence reste très marginale, passant péniblement de 0,53 % en 1953 à 8,23 % en 1987. Ainsi, les quotas de sc/st ne sont remplis que pour les basses catégories, c’est-à-dire celles s’occupant principalement du nettoyage des lieux publics. Les Dalits continuent d’exercer dans la fonction publique les occupations qu’ils exercent traditionnellement, même s'il ne faut pas sous-estimer les avantages offerts par le statut de fonctionnaire dans un pays où moins de 10 % de la force de travail est occupée dans le « secteur organisé ». Une étude de 2007 a démontré que les réservations ont augmenté la représentation des Scheduled Castes et des Scheduled Tribes dans l’emploi salarié d’au moins 5 %.
En ce qui concerne les obc, des études effectuées dans les années 1980 montrent qu'ils sont nettement sous-représentées parmi les hauts fonctionnaires : entre 5 % et 12,5 %, soit pour l’hypothèse haute le tiers seulement de la population estimée des Shudras. Mais malgré la mise en place des réservations pour les obc à partir de 1992, il est difficile depuis de trouver de la documentation établissant leur proportion dans l’administration, car il semblerait que les ministères soient réticents à fournir les données nécessaires.

#### Éducation
Une étude de C.P. Chauhan compare la part des sc, st et obc dans la population et parmi les élèves des différents niveaux d’éducation.
En ce qui concerne les sc/st tout d’abord, les chiffres montrent qu’ils ont toujours eu un taux d’alphabétisation inférieur au reste de la population. Les taux d’alphabétisation pour la population générale étaient de 16,7 % en 1951 et 64,4 % en 2001 (+286 %), pour les Scheduled Castes, ces taux s’établissent à 8 % en 1951 et 54,3 % en 2001 (+578 %), et pour les Scheduled Tribes ils sont de 5 % et 46,3 % (+826 %). Ces chiffres montrent que malgré la différence, l’alphabétisation a progressé plus rapidement parmi les sc que dans le reste de la population. Ces bons résultats sont à mettre en lien avec le taux de scolarisation des enfants issus des sc/st au niveau primaire. En effet, dans les écoles élémentaires ceux-ci sont présents dans la même proportion que leur population, ce qui dénote un taux de scolarisation satisfaisant à ce niveau. En revanche, à partir du niveau secondaire, la part des sc/st se réduit notamment parce que l’échec scolaire est beaucoup plus important pour ces élèves que pour les élèves de plus hautes castes. La situation est encore plus critique dans l’enseignement supérieur, où les Scheduled Castes ne représentent que 9,9 % des inscrits, et les Scheduled Tribes 3,7 %.
Concernant les obc, la situation est plus difficile à évaluer car il n’existe pas de statistiques officielles concernant leur population. Une étude démontre cependant que la proportion des obc s’établirait à 25,5 % parmi les hommes étudiant dans l’enseignement supérieur. Ce chiffre est très proche du quota de 27 % mis en place en 2006 par le gouvernement central dans les établissements qu’il gère.

## Génétique
En 2018, une large étude génétique portant sur la formation génomique de l'Asie du Sud et centrale constate que certains groupes se démarquent du modèle général, chacun d'entre eux présentant un mauvais ajustement et des niveaux d'ascendance steppique significativement plus élevés que la moyenne. Les signes les plus marqués de l'ascendance steppique élevée étaient ceux de deux groupes traditionnellement sacerdotaux, censés être les gardiens des textes écrits en sanscrit.
Selon les chercheurs de cette étude : « Une explication possible est que l'afflux d'ascendance steppique en Asie du Sud au milieu du IIe millénaire avant notre ère a créé une méta-population de groupes ayant des proportions différentes d'ascendance steppique, un groupe ayant relativement plus d'ascendance steppique dans la propagation de la culture védique précoce. En raison des règles strictes en matière d'endogamie en Asie du Sud, qui ont gardé certains groupes isolés de leurs voisins pendant des milliers d'années, une partie de cette infrastructure au sein de la population indienne persiste encore… »